# George M. McCune
George McAfee „Mac“ McCune (* 16. Juni 1908 in Pjöngjang, Kaiserreich Korea heutiges Nordkorea; † 5. November 1948 in Berkeley, Kalifornien) war ein US-amerikanischer Linguist. Zusammen mit Edwin O. Reischauer entwickelte er die McCune-Reischauer-Umschrift für die koreanische Schrift.